# Bolax andicola
Bolax andicola är en skalbaggsart som beskrevs av Hermann Burmeister 1844. Bolax andicola ingår i släktet Bolax och familjen Rutelidae. Inga underarter finns listade.